# Casa Gentili
Casa Gentili è una villa di Avane, frazione di Vecchiano in provincia di Pisa, situata in via dei Molini 14.

## Storia e descrizione
Di impianto rinascimentale, è documentata fin dal 1622, sulla strada che conduceva alla chiesa di Santo Stefano.
Le famiglie Zucchetti e Martini, tra Sei e Settecento, dotarono il fabbricato della doppia scalinata in facciata e degli elementi in pietra serena, cingendo il giardino da un muro continuo. Nel XIX secolo fu abitata dai Frizzi, infine nel 1911 acquistata da Ranieri Gentili, esponente di una famiglia titolare di uno stabilimento per la produzione di pasta fondato a Pontasserchio quasi un secolo prima. La ditta, che aveva succursali anche a Firenze e Viareggio, chiuse nel 1967.
Attualmente è in uso come bed and breakfast di lusso.